# Opowiadanie świata
Opowiadanie świata (tyt. oryg. The Telling), powieść science fiction amerykańskiej pisarki Ursuli K. Le Guin rozgrywająca się w świecie Ekumeny.
Wydana w 2000 r. przez wydawnictwo Harcourt (ISBN 0-15-100567-2), a w Polsce w 2001 r. przez wydawnictwo Prószyński i S-ka w tłumaczeniu Maciejki Mazan (ISBN 83-7255-685-7).
W 2001 r. powieść zdobyła nagrody Locusa i Endeavour.

## Fabuła
Satti jest początkującym mobilem Ekumeny. Za sobą zostawiła mroczne lata w historii ojczystej planety Ziemi i tragicznie zakończoną miłość. Trafia na planetę Aka, która, po pierwszym kontakcie z cywilizacjami Ekumeny, została pozostawiona sama sobie. Niemniej ziarno, posiane przez gości, zakiełkowało, i to jak potężnie: Akanie postanowili za wszelką cenę dogonić przybyszów z kosmosu. Wymyślono ideę Marszu Do Gwiazd, który zakładał porzucenie starej, kontemplacyjnej cywilizacji i budowę nowej – zaawansowanej technologicznie. Proces się powiódł, ale ceną była utrata tożsamości. Satti przybywa na Akę by poszukać resztek starej, zakazanej kultury. Mimo nieprzychylności władz i permanentnej inwigilacji (podczas pobytu stale towarzyszy jej przydzielony funkcjonariusz partyjny), znajduje ją w małym miasteczku u podnóża niebosiężnych gór. Tu w dalszym ciągu praktykuje się zakazane przez nową władzę medytacje, ćwiczenia fizyczne, nawyki żywieniowe, uczy czytania i pisania. W końcu tubylcy zabierają ją w sekrecie do ostatniego zachowanego klasztoru-biblioteki, gdzie w dalszym ciągu przechowuje się stare księgi i kultywuje dawne zwyczaje. Niestety, fanatyczny szpicel znajduje ją i tu.

## Analiza utworu
Cywilizacja Aki w dużym stopniu przypomina Chiny z drugiej połowy XX wieku. Stara kultura akańska podobna jest do buddyzmu i taoizmu, a Marsz Do Gwiazd to odbicie polityki wielkiego skoku i rewolucji kulturalnej.